# Moss Rose
Moss Rose, conocido actualmente por razones de patrocinio como The Leasing.com Stadium, es un estadio de múltiples usos en Macclesfield, Inglaterra. Actualmente se utiliza principalmente para los partidos de fútbol y es el terreno de Macclesfield F.C. El estadio tiene 6.355 asientos, aunque su capacidad fue recientemente restringida por el Condado de East Cheshire a 4.720.  Fue construido en 1821, lo que le encuadra entre los más antiguos del Reino Unido.

## Historia
Moss Rose fue usado por primera vez en la Football League cuando el Chester City F.C. jugaba sus partidos de casa en el estadio mientras su estadio era trasladado de Sealand Road al Deva Stadium entre 1990 y 1992. El primer partido acabó en victoria para Exeter City por 2-1 el 1 de septiembre de 1990.
El Macclesfield Town no jugaba en la Football League, por eso se organizaron los partidos a fin de que el Chester City F.C. jugara en casa cuando Macclesfield jugara fuera y viceversa. El Moss Rose acogió más de 50 partidos de ambos equipos por temporada.
A pesar de acoger partidos de la Football League en ese período, al Macclesfield Town se le negó la entrada a la Football League en 1995 pese a ganar la Conference de Fútbol ya que los requisitos en los estadios se hicieron más estrictos esa temporada. Tampoco se admitió por parte de la Football League el ofrecimiento del Chester para que jugaran en el Estadio Deva mientras se hacían las mejoras necesarias. Finalmente, Macclesfield Town fue campeón de nuevo dos años más tarde, para cuando el Moss Rose ya cumplía los requisitos. The Silkmen jugaron (y ganaron) su primer partido de liga en casa el 9 de agosto de 1997 contra el Torquay United.

## Estructura e instalaciones
El terreno consta de cuatro tribunas. La grada principal corre a lo largo de un lado del campo y por lo general se da en su totalidad a los aficionados locales, a menos que la asistencia visitante sea especialmente grande, en cuyo caso el lado derecho de esta tribuna, que es zona de pie, aloja a aficionados visitantes. Hay gradas a lo largo de la toda la longitud del campo, con una pequeña tribuna en la parte trasera de la terrazas. La Star Lane End está a la izquierda de la grada principal, de pie, y es utilizada por los fans locales. En el lado oeste del campo está la Moss Lane Stand (originalmente llamada Grada McAlpine en honor al constructor del Kirklees Stadium, hogar del Huddersfield Town F.C.), que es una grada cubierta y con asientos, dedicada a la afición local y a algunos aficionados visitantes. En el lado norte encontramos el Silkmen Terrace, que es una grada abierta en la que se aloja a la afición visitante. Lamentablemente, el clima de Macclesfield es a menudo  húmedo, lo que hace que la experiencia para el espectador visitante sea algo incómoda.

## Futuro
Con la desaparición del Macclesfield Town en 2020 el estadio se puso a la venta con un precio de salida de 500.000 Libras, importe aproximado de la deuda del club con sus acreedores. 
El 13 de octubre del 2020, el administrador concursal confirmó que los bienes del Macclesfield habían sido vendidos a Macc Football Club Limited. Robert Smethurst, empresario local que ya poseía el Stockport Town, club de 10ª división, había comprado los bienes con la intención de renombrar el equipo como Macclesfield Football Club e incorporarse a la North West Counties Football League en la temporada 2021-22. La planificación se cumplió escrupulosamente, y en la primera temporada el Macclesfield logró el título de la división y la consiguiente promoción a la NPL Division One West. 
- Datos: Q1763922
- Multimedia: Moss Rose / Q1763922